# Technik pasjonat
Technik pasjonat – szósty album studyjny polskiego rapera Bonusa RPK. Wydawnictwo ukazało się 9 listopada 2018 nakładem wytwórni muzycznej Ciemna Strefa w dystrybucji e-Muzyka.
Album jest utrzymany w stylu muzyki hip-hop. Składa się z wersji standardowej (1 CD).
Płyta dotarła do 2. miejsca polskiej listy sprzedaży – OLiS. Wydawnictwo uzyskało status złotej płyty, przekraczając liczbę 15 tysięcy sprzedanych kopii.

## Lista utworów
Opracowano na podstawie materiału źródłowego.
| Technik pasjonat – Wersja standardowa | Technik pasjonat – Wersja standardowa                  | Technik pasjonat – Wersja standardowa |
| Nr                                    | Tytuł utworu                                           | Długość                               |
| ------------------------------------- | ------------------------------------------------------ | ------------------------------------- |
| 1.                                    | „Aktualizuje dane” (oraz Gedz, Kizo)                   | 3:39                                  |
| 2.                                    | „Po nitce do kłęba”                                    | 3:04                                  |
| 3.                                    | „Różnica” (oraz Jano (PW), Arczi Szajka, Sarius)       | 3:38                                  |
| 4.                                    | „Wehikuł czasu” (oraz Sokół, Juras)                    | 2:52                                  |
| 5.                                    | „Facebook” (oraz TWM)                                  | 3:12                                  |
| 6.                                    | „Opowieści z krypty” (oraz Quebonafide, Borixon, Kizo) | 3:58                                  |
| 7.                                    | „Zepsuty klimat” (oraz ReTo, Pezet)                    | 3:46                                  |
| 8.                                    | „Statystyka”                                           | 4:38                                  |
| 9.                                    | „Po co ci to”                                          | 2:49                                  |
| 10.                                   | „Arytmia serca” (oraz Kizo, ATR MF)                    | 3:48                                  |
| 11.                                   | „Rodeo” (oraz Białas)                                  | 3:36                                  |
| 12.                                   | „Do białego rana” (oraz OloSolo)                       | 3:17                                  |
| 13.                                   | „Endorfiny”                                            | 2:26                                  |
| 14.                                   | „Arytmia serca – remix” (oraz Szpaku, ATR MF)          | 3:33                                  |
|                                       |                                                        | 48:16                                 |

## Pozycja na liście sprzedaży

### Pozycja na liście tygodniowej
| Kraj   | Lista (2018)  | Najwyższa pozycja |
| ------ | ------------- | ----------------- |
| Polska | OLiS – albumy | 2                 |

## Certyfikaty
| Kraj          | Certyfikat  | Sprzedaż |
| ------------- | ----------- | -------- |
| Polska (ZPAV) | złota płyta | 15 000+  |